# Dobriška vas
Dobriška vas este o localitate din comuna Oplotnica, Slovenia, cu o populație de 64 de locuitori.